# رصيف ميناء

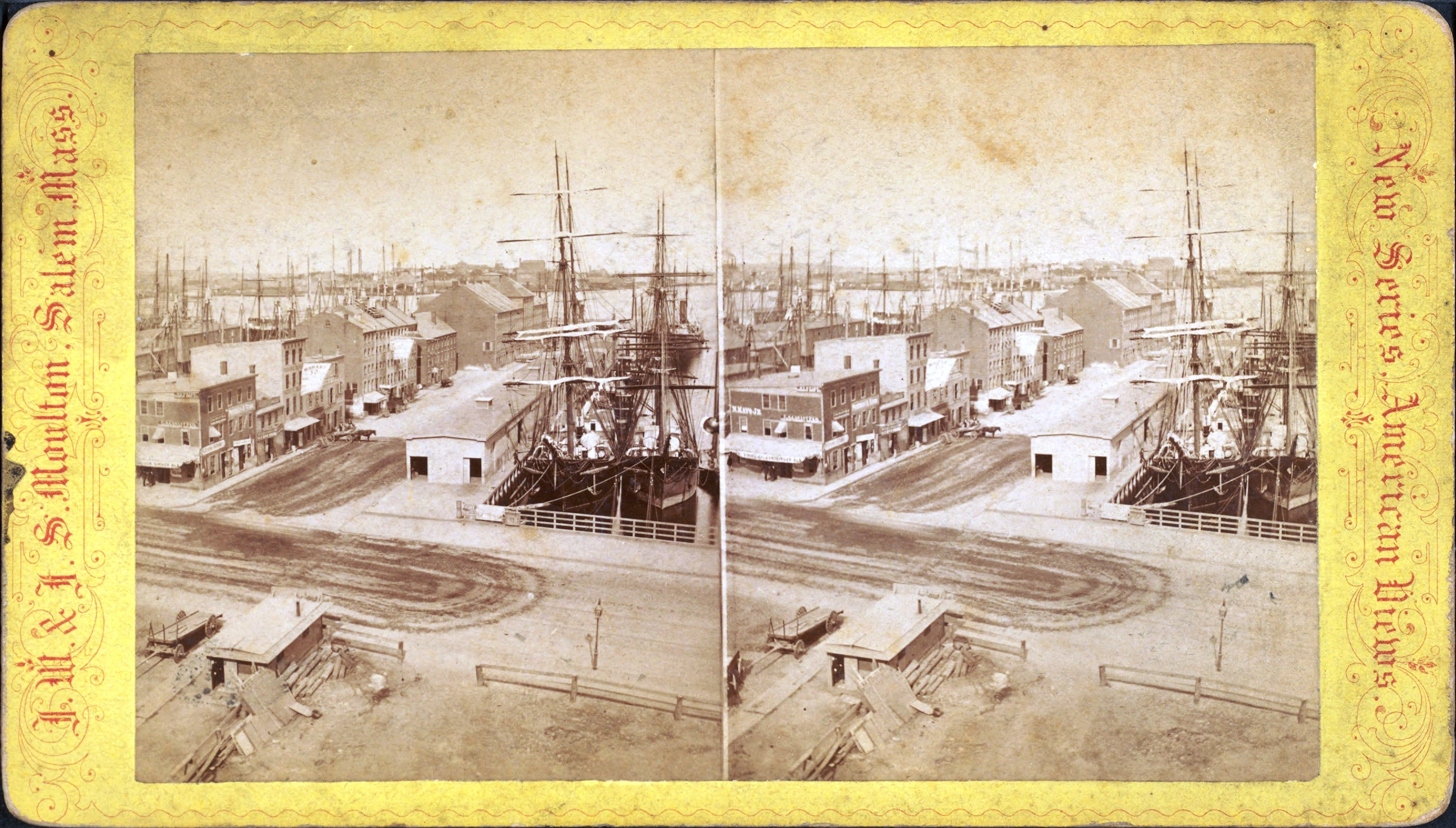
رصيف الميناء الطويل في بوسطن،الولايات المتحدة في القرن التاسع عشر، ميناء بوسطن

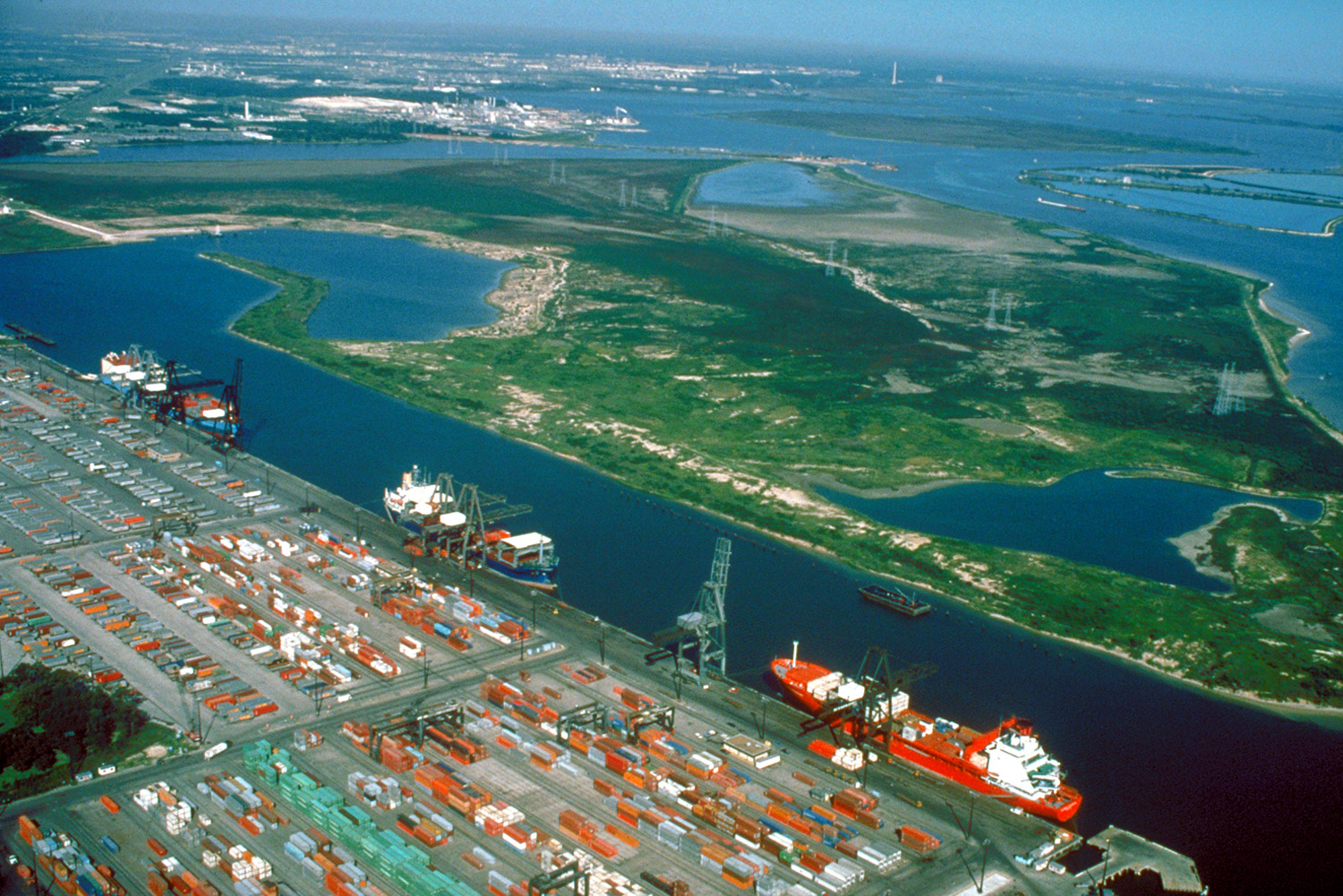
ميناء هيوستن، الولايات المتحدة. جزء شحن البضائع يحتوي على رصيف ميناء طويل مع عدة مرافئ كي ترسو سفن الشحن فيه.

الرَّصيف أو رصيف المرفأ أو رصيف الميناء أو المَرسى (بالإنجليزية: Wharf)‏ هو هيكل أو منطقة تبنى على الميناء أو شاطئ المرفأ حيث ترسو السفن وتنزل حمولتها من البضائع أو المسافرون أو تقوم بتحميلهم.